# Tarnów
Tarnów è una città polacca del voivodato della Piccola Polonia.

## Geografia fisica
Ricopre una superficie di 72,4 km² e nel 2006 contava 116 967 abitanti. È considerata la città con il clima più mite della Polonia.

## Storia
Durante la prima guerra mondiale fu sede dell'Offensiva di Gorlice-Tarnów, un'operazione, intrapresa dall'esercito tedesco per alleggerire la pressione russa sulle forze austro-ungariche nel sud del Fronte orientale, che si concluse con un collasso totale delle forze zariste.
Durante la seconda guerra mondiale la città di Tarnów fu oggetto, da parte dei nazisti, di uno sterminio dei suoi cittadini di religione ebraica, all'epoca circa 25.000 persone, pari a circa la metà dell'intera popolazione.
Dal 1975 al 1998 è stata il capoluogo del voivodato di Tarnów, poi soppresso.

## Cultura
Di interesse la cattedrale gotica del XV secolo e il museo d'arte.

## Economia
Tra le principali industrie presenti oggi si segnalano quelle del vetro, prodotti chimici e delle macchine agricole.

## Sport
Lo Stadion Unii Tarnów è sede delle partite dell'Unia Tarnów.